# Географическое общество
Географическое общество — общественная организация, которая объединяет учёных одной или нескольких стран. Первые географические общества стали появляться в XVII — XVIII веках. В настоящее в мире время существуют более семидесяти географических обществ.
Наиболее известные географические общества:
- Американское географическое общество
- Армянское географическое общество
- Белорусское географическое общество
- Берлинское географическое общество
- Королевское географическое общество
- Королевское датское географическое общество[англ.]
- Королевское канадское географическое общество[англ.]
- Норвежское географическое общество[англ.]
- Национальное географическое общество
- Русское географическое общество
- Финляндское географическое общество[фин.]
- Французское географическое общество
- Центрально-Азиатское географическое общество